# Brixia-Züst
La Brixia-Züst è stata un'azienda automobilistica italiana attiva tra il 1906 e il 1912.

## Storia
Fondata a Brescia, dove aveva sede, nel 1906 era una consociata della Züst, una casa automobilistica specializzata in vetture di grandi dimensioni e celebre per l'alta qualità costruttiva dei suoi mezzi.
Nello stesso 1906 venne messo in commercio il primo mezzo la 14/18HP che aveva un motore a quattro cilindri di 3770 cm³  di cilindrata; presentava un telaio a longheroni longitudinali, la trasmissione era affidata ad un albero cardanico. La 14/18 HP rimase in produzione fino al 1911 ma nel 1909 subì un profondo aggiornamento che comportò anche la riduzione della cilindrata a 2297 cm³.
Il modello di maggior successo e il più interessante meccanicamente fu la 10 HP che presentava un motore a tre cilindri in linea con cambio meccanico a tre rapporti. Interessanti le sospensioni con balestre longitudinali e interessanti anche i freni che agivano sia sulla trasmissione che sulle ruote posteriori. La vettura sviluppava una potenza di 10 CV e poteva raggiungere una velocità di 60 km/h
La commercializzazione della 10 Hp iniziata nel 1909 coincise con una profonda crisi del mercato automobilistico che spinse i soci a iniziale le pratiche per liquidare la società. Tale operazione vide la sua conclusione nel 1912 con l'incorporamento nella casa madre Züst.

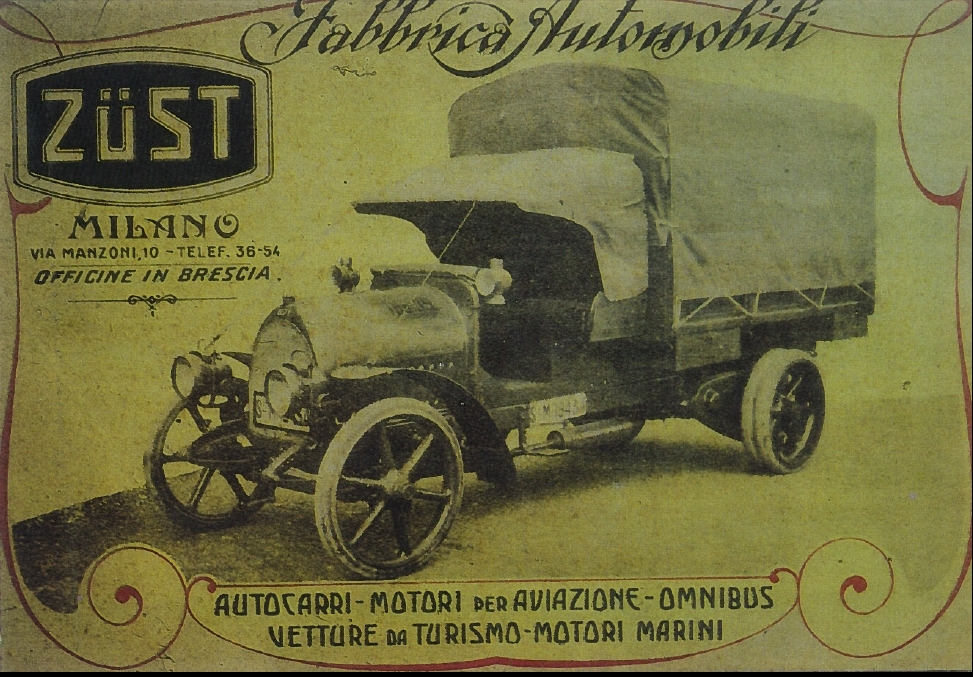
Pubblicità di un autocarro Züst, con sede in via Alessandro Manzoni 10 a Milano, prodotto nelle officine di Brescia

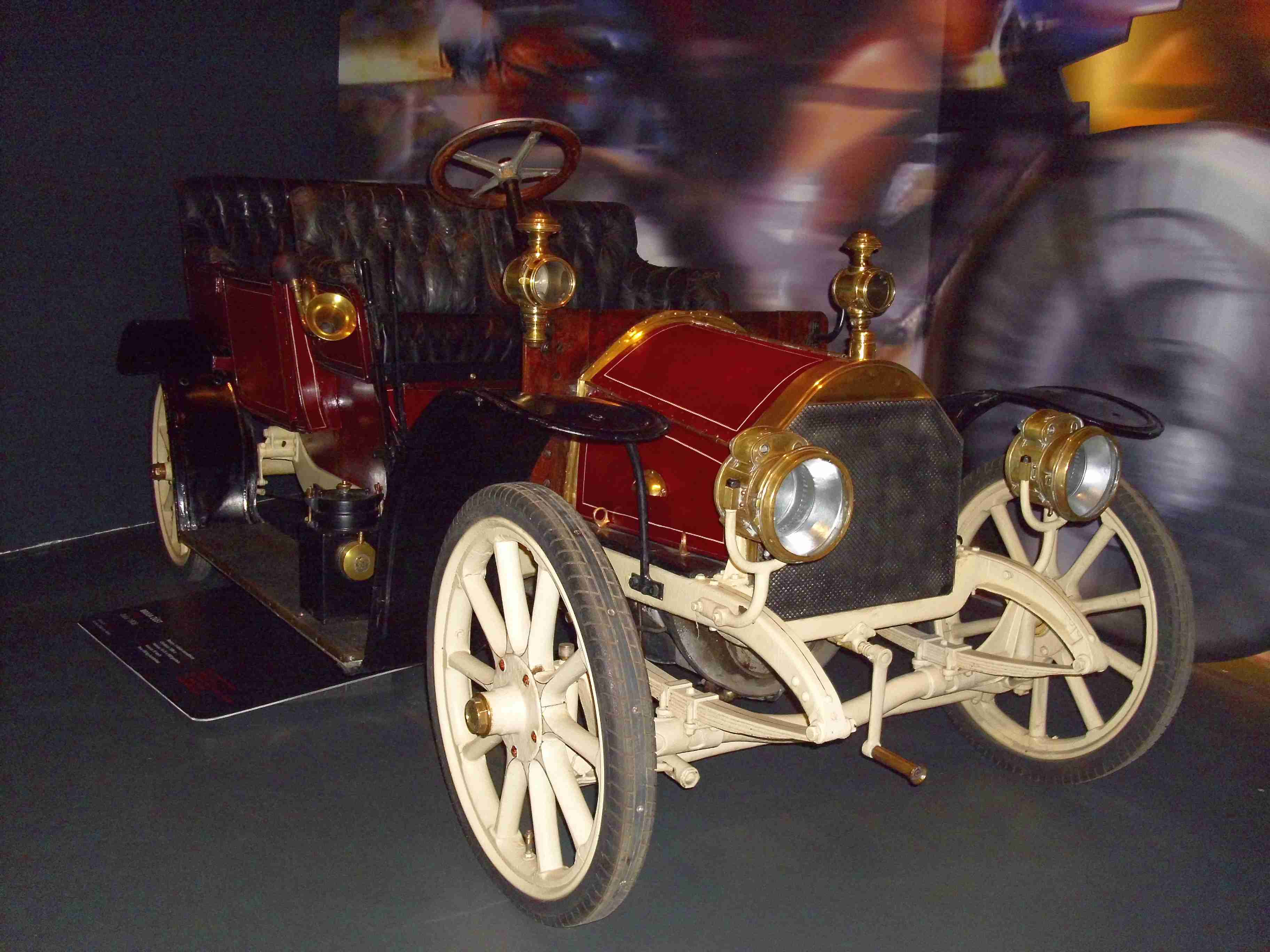
Brixia-Züst del 1908

Al pari della casa madre gli stabilimenti di Brescia vennero rilevati il 1º ottobre 1917 dalla OM "Officine Meccaniche già Miani e Silvestri & C.-A.Grondona Comi & C."